# Calcitkarbonatit
Calcitkarbonatite sind magmatische Gesteine, die zur Gruppe der Karbonatite gehören. Sie bestehen zu mehr als 50 Volumenprozent aus Calcit. Calcitkarbonatite können weiter in grobkörnige Sövite und mittel- bis feinkörnige Alvikite unterteilt werden.

## Definition

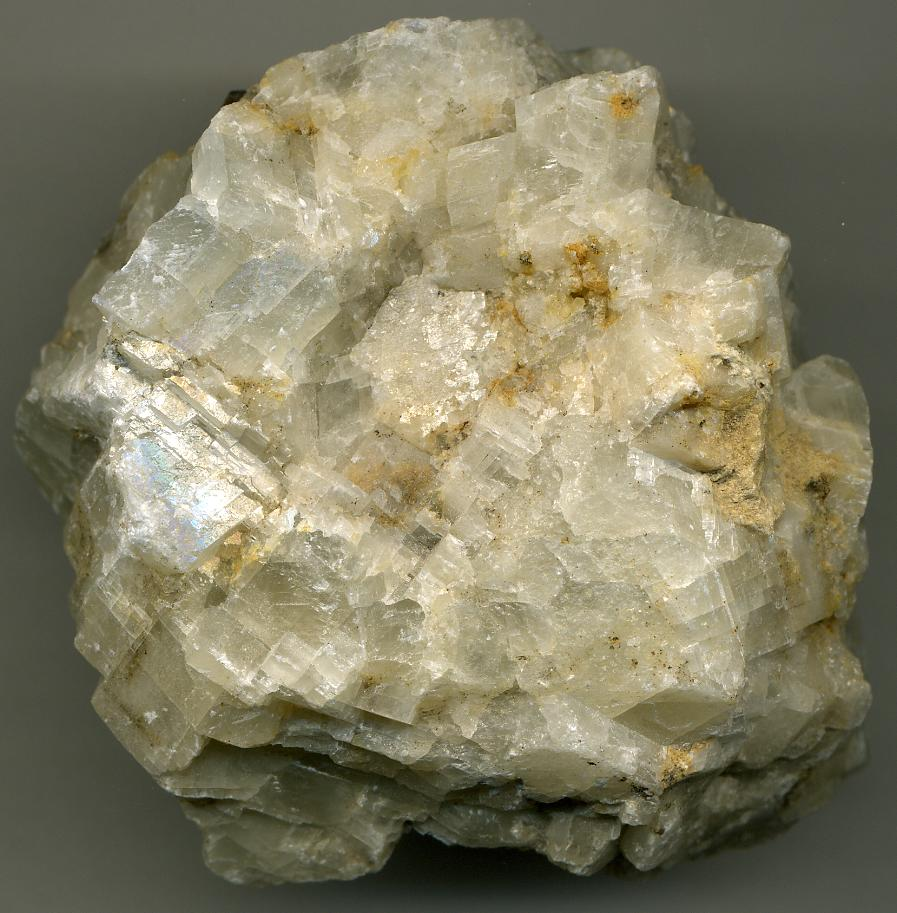
Sövit von Magnet Cove in Arkansas, ein typischer Calcitkarbonatit

Calcitkarbonatite werden über den modalen Calcitgehalt definiert, der mehr als 50 Volumenprozent betragen muss. Die Definition erfolgte erstmals im Jahr 1978 durch Albert Streckeisen.

## Mineralogie
Hauptmineral bei Calcitkarbonatiten ist definitionsgemäß Calcit, das mit mehr als 50 Volumenprozent vertreten ist.
Nebengemengteile sind das Karbonat Ankerit, das Phosphat Apatit, Klinopyroxen (Aegirin-Augit), Biotit, Magnetit und Quarz, akzessorisch treten auch Fluorit und Sulfidminerale (wie Pyrit, Chalkopyrit und Galenit) hinzu, gelegentlich auch Amphibol, Allanit, Chlorit, Melilith, Monticellit, Olivin, Granat (titanreich), Monazit, Phlogopit, Pyrochlor, Titanit und Wollastonit.
Postmagmatisch erscheinen Apatit, Baryt, Dolomit, Orthoklas, Parisit, Rhodochrosit, Strontianit und Synchysit.

## Chemische Zusammensetzung
Die folgende Tabelle veranschaulicht die chemische Zusammensetzung von Calcitkarbonatiten:
| Gew. % | Durchschnittssövit Amba Dongar | Phlogopit-Sövit Kaiserstuhl | Durchschnittsalvikit | Alvikit Kaiserstuhl |
| SiO2   | 2,97                           | 2,08                        | 1,50                 | 1,09                |
| TiO2   | 0,09                           | 0,04                        | 0,07                 | 0,00                |
| Al2O3  | 0,16                           | 0,49                        | 0,18                 | 0,17                |
| Fe2O3  | 2,63                           | 3,60                        | 2,70                 | 0,91                |
| MnO    | 0,50                           | 0,30                        | 0,57                 | 0,46                |
| MgO    | 0,99                           | 1,21                        | 0,58                 | 0,31                |
| CaO    | 49,34                          | 49,51                       | 49,40                | 52,20               |
| Na2O   | 0,04                           | 0,40                        | 0,13                 | 0,00                |
| K2O    | 0,06                           | 0,51                        | 0,08                 | 0,00                |
| P2O5   | 1,69                           | 1,62                        | 0,66                 | 1,23                |
| CO2    | 39,76                          | 37,06                       | 39,85                | 41,10               |
| SO3    |                                | 2,29                        |                      |                     |
| BaO    | 0,41                           |                             | 0,54                 | 0,10                |
| SrO    | 0,69                           | 1,16                        | 0,26                 | 0,80                |

## Vorkommen
- Afghanistan
  - Khanneshin[2]
- Angola:
  - Bonga
- Australien:
  - Cummins Range
- Brasilien
  - Jacupiranga – Hauterivium – 131 Millionen Jahre BP
  - Serra Negra, Minas Gerais
  - Topira
- Volksrepublik China:
  - Miaoya, Hubei
- Deutschland:
  - Altvogtsburg und Schelingen im Kaiserstuhl – 18 bis 13 Millionen Jahre BP – Burdigalium bis Serravallium
  - Laacher See
- Finnland:
  - Siilinjärvi – Rhyacium – 2094 Millionen Jahre BP
  - Sokli – Frasnium – 365 Millionen Jahre BP
- Indien:
  - Amba Dongar in Gujarat – Danium – 65,5 Millionen Jahre BP
  - Barra – Calymmium – 1490 Millionen Jahre BP
  - Danta-Langera-Mahabar – Tertiär
  - Kamthai
  - Mahadwa-Bhagdari
  - Mundwara, Rajasthan
  - Munnar, Kerala[3]
  - Panwad-Kawant, Gujarat
  - Samalpatti
  - Sarnu-Dandali
  - Sung Valley, Meghalaya – Turonium bis Santonium – 90 ± 10 bis 84 ± 13 Millionen Jahre BP
  - Vinjamur
- Italien:
  - Monte Vulture
  - Polino
- Kanada:
  - British Columbia:
    - Aley

  - Ontario:
    - Argor
    - Lackner Lake
    - Manitou Island
    - Mortinson Lake
    - Nemegosenda Lake
    - Prairie Lake

  - Québec:
    - Karbonatitkomplex von Oka – Albium – 109 Millionen Jahre BP
- Kap Verde
  - Brava (Santa Bárbara)
- Kenia:
  - Homa Bay
  - Legetet Hills
  - Nyanza
  - Ruri (Ruri-Süd)
  - Tinderet
- Malawi:
  - Chilwa
  - Kangankunde
  - Tundulu
- Marokko:
  - Tamazeght bei Midelt, Hoher Atlas
- Mongolei:
  - Lugiingol
  - Mushgai-Khudag
- Namibia:
  - Dicker Willem – Ypresium – 49 Millionen Jahre BP
  - Kalkfeld
- Norwegen:
  - Söve im Fen-Gebiet der Telemark (Typlokalität) – Kambrium – 539 Millionen Jahre BP
  - Stjernøy
- Paraguay:
  - Chiriguelo
- Sambia:
  - Nkombwa Hill
- Schweden:
  - Alnön (Typlokalität)[4]
  - Smedsgården auf Alnön – Ediacarium – 560 Millionen Jahre BP
- Südafrika:
  - Kruidfontein
  - Phalaborwa – Orosirium – 2047 Millionen Jahre BP
  - Sandkopsdrif
- Tansania:
  - Nachendezwaya
  - Panda Hill
  - Rungwa
- Türkei:
  - Kizilcaşren
- Uganda:
  - Budeda Hill
  - Bukusu
  - Tororo
- Vereinigte Staaten von Amerika:
  - Arkansas:
    - Brazil Branch, Morrilton Dam, Oppelo und Perryville[5]
    - Magnet-Cove-Karbonatit
    - Potash Sulphur Springs[6]

  - Wyoming:
    - Bear Lodge, Bear Lodge Mountains